# Fengle, Chongqing
Fengle (kinesiska: 丰乐) är ett stadsdelsdistrikt i sydvästra Kina. Det ligger i stadsdistriktet Kaizhou i storstadsområdetChongqing, omkring 250 kilometer nordost om det centrala stadsdistriktet Yuzhong. Antalet invånare är 19 851. Befolkningen består av 10 284 kvinnor och 9 567 män. Barn under 15 år utgör 22,0 %, vuxna 15-64 år 67 %, och äldre över 65 år 9,0 %.